# Almö-Lindö

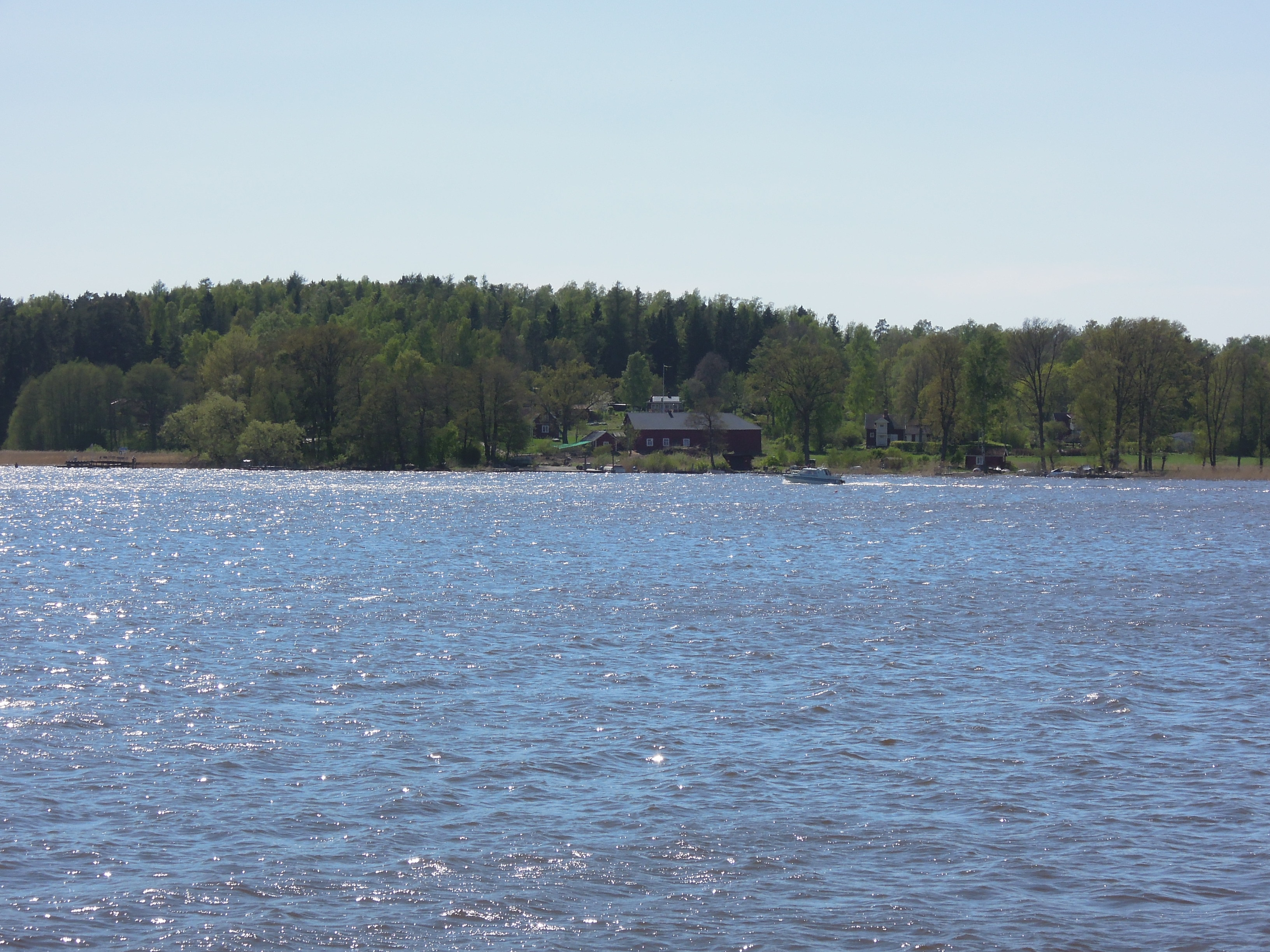
Almö-Lindö, sedd från öster.

Almö-Lindö är en 1,10 kvadratkilometer stor ö i Mälaren, söder om Västerås, som saknar broförbindelse till fastlandet. Tidigare var färjeförbindelserna för persontrafik till Västerås täta, med 7 turer/dag sommartid, dock färre övriga årstider. Vintertid då isen håller används den som förbindelse med bil från Björnön. Till ön fanns det förr även möjlighet att ta sig med svävare efter anmodan.
Almö-Lindö är privatägd och har 145 fastigheter men bara 5 personer bor där året runt. Ön präglas med andra ord mycket av fritidsboende. Några allmänningar finns: en badstrand nära färjeläget, och på andra sidan ön en gräsplan med utomhusscen, dansbana och tennisplan.
På 1000-talet förekom järnframställning på Almö-Lindö, och ön har sannolikt varit bebodd i tusentals år. Ön beboddes av torpare från 1600-talet fram till 1915, då den friköptes. Under 1916–1917 flyttades drygt 50 gamla hus ut från Västerås och blev sommarhus.  Elektricitet kom till ön år 1958 men fortfarande finns hus på ön som inte är anslutna till elnätet. För närvarande (2011) undersöks och planeras det för kommunalt vatten och avlopp. 
Ön har en riklig flora och fauna med stort inslag av ädellövskog. 
Öns östra sida är hög, med en högsta punkt 28 meter över havet, medan västsidan är betydligt lägre. Ön har ca 10 hektar öppna marker, men det mesta är lövskog. Almö-Lindö är som sin grannö Ridön mycket bördig.